# Pyrrhogyra
Genre
 Pyrrhogyra  est un genre de papillons de la famille des Nymphalidae, sous famille des Biblidinae, tribu des Biblidini, sous tribu des Epiphilina.

## Dénomination
Le genre a été décrit par Jakob Hübner en 1819, et nommé Pyrrhogyra.
L’espèce type est Papilio tipha (Linnaeus), aujourd'hui Pyrrhogyra neaerea.

### Synonymie
- Corybas (Westwood, 1850)[2]

## Taxinomie
Il existe  6 espèces :
- Pyrrhogyra amphiro (Bates, 1865)
- Pyrrhogyra crameri (Aurivillius, 1882)
- Pyrrhogyra edocla (Doubleday, 1848)
- Pyrrhogyra neaerea (Linné, 1758)
- Pyrrhogyra otolais  (Bates, 1864)
- Pyrrhogyra stratonicus (Fruhstorfer, 1908)

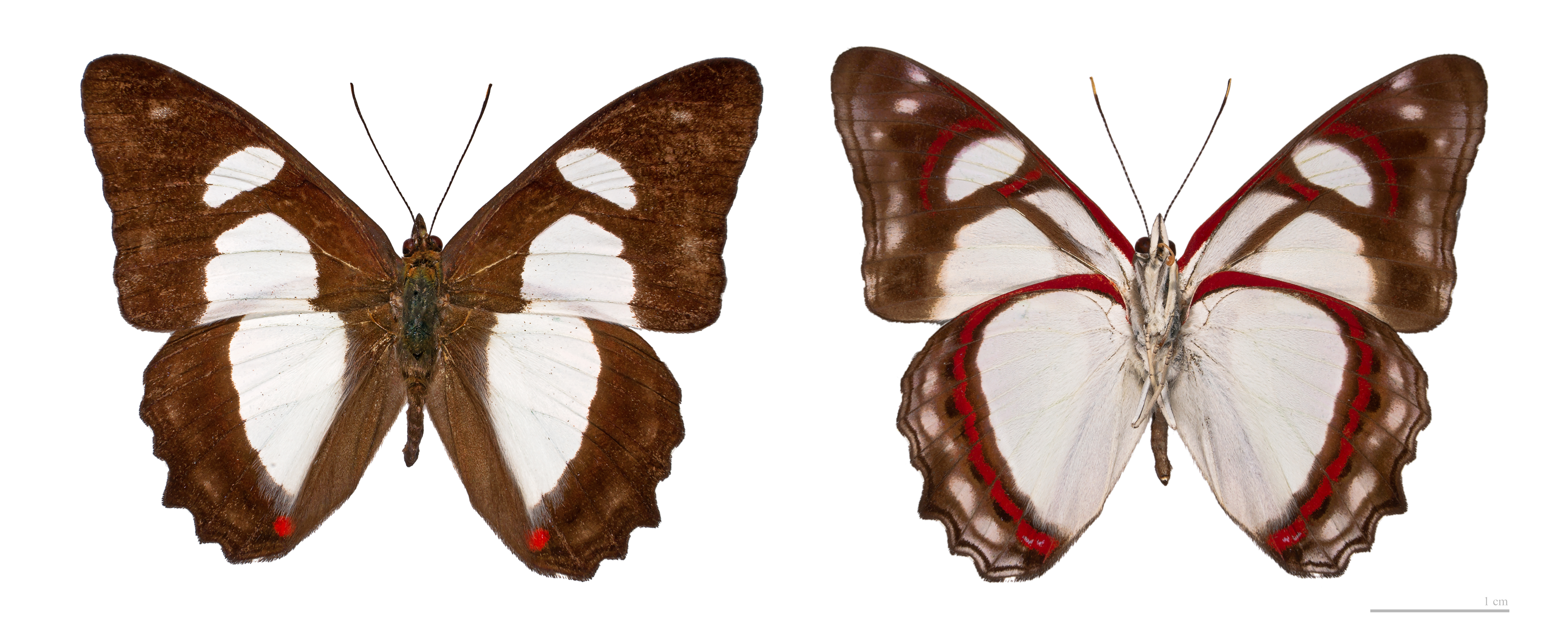
Pyrrhogyra amphiro - MHNT
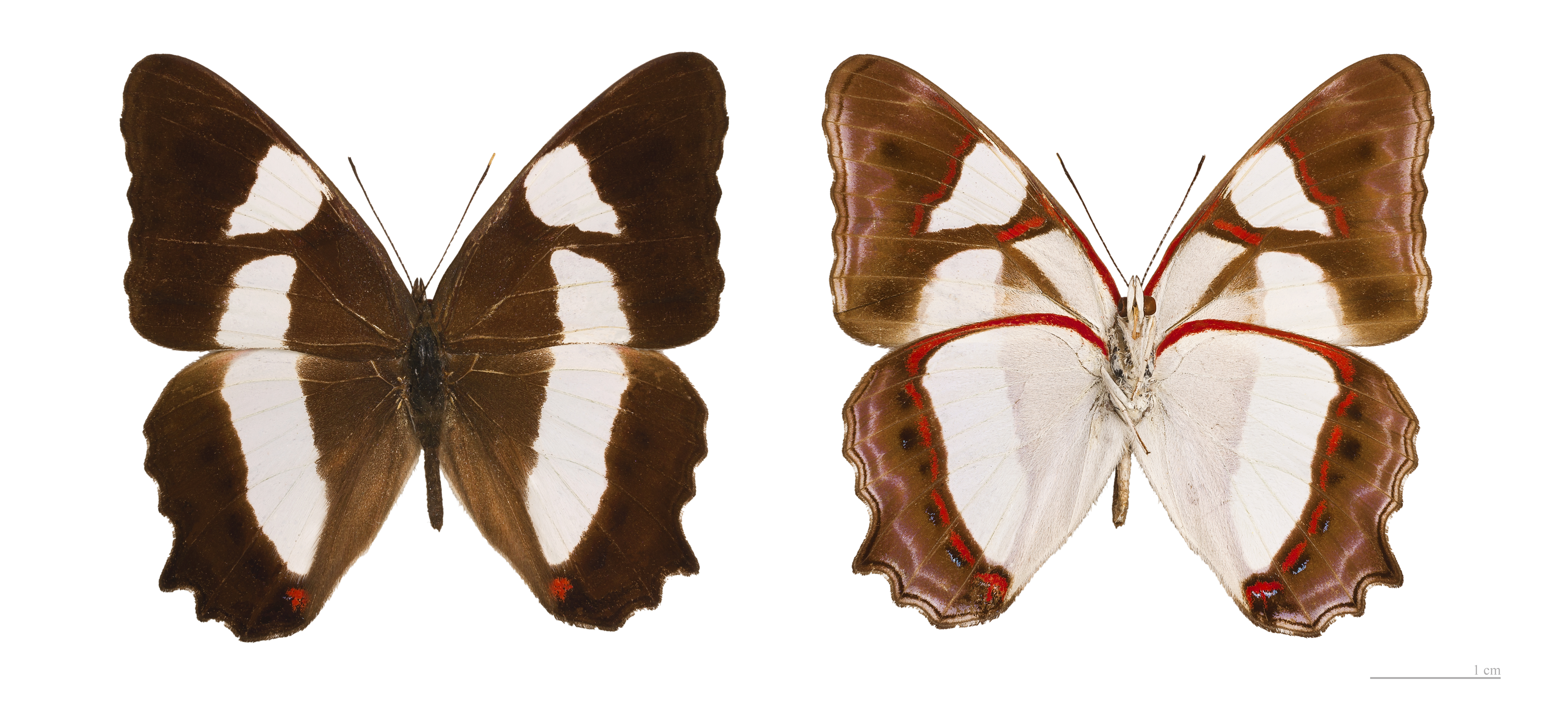
Pyrrhogyra neaerea - MHNT

## Caractéristiques communes
Les six espèces de Pyrrhogyra résident en Amérique, Amérique centrale et Amérique du Sud.